# Джо Солсбері
Джо Солсбері (англ. Joe Salisbury, /ˈsɔːlzbəri, ˈsɒlz-/) — британський тенісист, спеціаліст з парної гри, переможець турнірів Великого шолома у парному розряді та міксті. Найвищу одиночну позицію світового рейтингу — 559 місце досяг 12 жовтня 2015, парну — 1 місце — 4 квітня 2022 року. Здобув 13 парних титулів.

## Значні фінали

### Фінали турнірів Великого шлему

#### Чоловіки, парний розряд: 5 (3–2)
| Результат | Рік      | Турнір                                 | Покриття    | Партнер     | Суперники                           | Рахунок            |
| --------- | -------- | -------------------------------------- | ----------- | ----------- | ----------------------------------- | ------------------ |
| Перемога  | 2020     | Відкритий чемпіонат Австралії з тенісу | Тверде      | Ражів Рам   | Макс Перселл Люк Савіль             | 6–4, 6–2           |
| Поразка   | 2021     | Відкритий чемпіонат Австралії          | Тверде      | Ражів Рам   | Іван Додіг Філіп Полашек            | 3–6, 4–6           |
| Перемога  | 2021     | Відкритий чемпіонат США з тенісу       | Тверде      | Ражів Рам   | Джеймі Маррей Бруно Соарес          | 3–6, 6–2, 6–2      |
| Перемога  | 2022     | Відкритий чемпіонат США (2)            | Тверде      | Ражів Рам   | Веслі Колгоф Ніл Скупскі            | 7–6(7–4), 7–5      |
| Поразка   | Тра 2025 | Відкритий чемпіонат Франції з тенісу   | Ґрунт (red) | Ніл Скупскі | Марсель Гранольєрс Орасіо Себальйос | 6–0, 6–7(5–7), 7–5 |

#### Мікст: 3 (2–1)
| Результат | Рік  | Турнір                               | Покриття | Партнерка      | Суперники                       | Рахунок          |
| --------- | ---- | ------------------------------------ | -------- | -------------- | ------------------------------- | ---------------- |
| Перемога  | 2021 | Відкритий чемпіонат Франції з тенісу | Ґрунт    | Дезіре Кравчик | Олена Весніна Аслан Карацев     | 2–6, 6–4, [10–5] |
| Поразка   | 2021 | Вімблдонський турнір                 | Трава    | Гаррієт Дарт   | Дезіре Кравчик Ніл Скупскі      | 2–6, 6–7(1–7)    |
| Перемога  | 2021 | Відкритий чемпіонат США з тенісу     | Тверде   | Дезіре Кравчик | Джуліана Ольмос Марсело Аревало | 7–5, 6–2         |

### Чемпіонати закінчення сезону

#### Парний розряд: 2 (1–1)
| Результат | Рік  | Турнір           | Покриття   | Партнер   | Суперники                | Рахунок       |
| --------- | ---- | ---------------- | ---------- | --------- | ------------------------ | ------------- |
| Поразка   | 2021 | Фінал ATP, Турин | Тверде (i) | Ражів Рам | П'єр-Юг Ербер Ніколя Маю | 4–6, 6–7(0–7) |
| Перемога  | 2022 | Фінал ATP, Турин | Тверде (i) | Ражів Рам | Нікола Мектич Мате Павич | 7–6(7–4), 6–4 |

### Фінали Мастерс 1000

#### Парний розряд: 5 (3–2)
| Результат | Рік  | Турнір                     | Покриття | Партнер   | Суперники                         | Рахунок            |
| --------- | ---- | -------------------------- | -------- | --------- | --------------------------------- | ------------------ |
| Поразка   | 2021 | Мастерс Рим                | Ґрунт    | Ражів Рам | Нікола Мектич Мате Павич          | 4–6, 6–7(4–7)      |
| Перемога  | 2021 | Мастерс Канада             | Тверде   | Ражів Рам | Нікола Мектич Мате Павич          | 6–3, 4–6, [10–3]   |
| Перемога  | 2022 | Мастерс Монте-Карло        | Ґрунт    | Ражів Рам | Хуан Себастьян Кабаль Роберт Фара | 6–4, 3–6, [10–7]   |
| Перемога  | 2022 | Мастерс Цинциннаті         | Тверде   | Ражів Рам | Тім Пюц Майкл Вінус               | 7–6(7–4), 7–6(7–5) |
| Поразка   | 2023 | Відкритий чемпіонат Канади | Тверде   | Ражів Рам | Марсело Аревало Жан-Жульєн Роєр   | 3–6, 1–6           |

## Фінали турнірів ATP

### Парний розряд: 31 (перемог:17, поразок:14)
| Легенда                       |
| ----------------------------- |
| Турніри Великого шолома (4–2) |
| ATP Фінали (2–1)              |
| ATP Tour Masters 1000 (3–3)   |
| ATP Tour 500 (4–4)            |
| ATP Tour 250 (4–3)            |

| Фінали за покриттям |
| ------------------- |
| Тверде (15–8)       |
| Ґрунт (2–3)         |
| Трава (0–2)         |

| Фінали за типом корту |
| --------------------- |
| Відкритий (12–10)     |
| Закритий (5–3)        |

| Результат | В-П   | Дата     | Турнір                                            | Рівень       | Покриття    | Партнер       | Суперники                           | Рахунок                |
| --------- | ----- | -------- | ------------------------------------------------- | ------------ | ----------- | ------------- | ----------------------------------- | ---------------------- |
| Перемога  | 1–0   | Вер 2018 | Shenzhen Open, КНР                                | Серія 250    | Тверде      | Бен Маклахлан | Роберт Ліндстедт Ражів Рам          | 7–6(7–5), 7–6(7–4)     |
| Перемога  | 2–0   | Жов 2018 | Vienna Open, Австрія                              | Серія 500    | Тверде (i)  | Ніл Скупскі   | Майк Браян Едуар Роже-Васслен       | 7–6(7–5), 6–3          |
| Поразка   | 2–1   | Січ 2019 | Brisbane International, Австралія                 | Серія 250    | Тверде      | Ражів Рам     | Маркус Даніелл Веслі Колгоф         | 4–6, 6–7(6–8)          |
| Перемога  | 3–1   | Бер 2019 | Dubai Tennis Championships, ОАЕ                   | Серія 500    | Тверде      | Ражів Рам     | Бен Маклахлан Ян-Леннард Штруфф     | 7–6(7–4), 6–3          |
| Поразка   | 3–2   | Чер 2019 | Queen's Club Championships, Велика Британія       | Серія 500    | Трава       | Ражів Рам     | Фелісіано Лопес Енді Маррей         | 6–7(6–8), 7–5, [5–10]  |
| Поразка   | 3–3   | Жов 2019 | Відкритий чемпіонат Європи, Бельгія               | Серія 250    | Тверде (i)  | Ражів Рам     | Кевін Кравіц Андреас Міс            | 6–7(1–7), 3–6          |
| Перемога  | 4–3   | Жов 2019 | Відкритий чемпіонат Відня, Австрія (2)            | Серія 500    | Тверде (i)  | Ражів Рам     | Лукаш Кубот Марсело Мело            | 6–4, 6–7(5–7), [10–5]  |
| Перемога  | 5–3   | Лют 2020 | Відкритий чемпіонат Австралії з тенісу, Австралія | Великий Шлем | Тверде      | Ражів Рам     | Макс Перселл Люк Савіль             | 6–4, 6–2               |
| Поразка   | 5–4   | Лют 2021 | Відкритий чемпіонат Австралії, Австралія          | Великий Шлем | Тверде      | Ражів Рам     | Іван Додіг Філіп Полашек            | 3–6, 4–6               |
| Поразка   | 5–5   | Тра 2021 | Мастерс Рим, Італія                               | Мастерс 1000 | Ґрунт       | Ражів Рам     | Нікола Мектич Мате Павич            | 4–6, 6–7(4–7)          |
| Поразка   | 5–6   | Чер 2021 | Eastbourne International, Велика Британія         | Серія 250    | Трава       | Ражів Рам     | Нікола Мектич Мате Павич            | 4–6, 3–6               |
| Перемога  | 6–6   | Сер 2021 | Мастерс Канада, Канада                            | Мастерс 1000 | Тверде      | Ражів Рам     | Нікола Мектич Мате Павич            | 6–3, 4–6, [10–3]       |
| Перемога  | 7–6   | Вер 2021 | Відкритий чемпіонат США з тенісу, США             | Великий Шлем | Тверде      | Ражів Рам     | Джеймі Маррей Бруно Соарес          | 3–6, 6–2, 6–2          |
| Перемога  | 8–6   | Жов 2021 | Southern California Open, США                     | Серія 250    | Тверде      | Ніл Скупскі   | Джон Пірс (тенісист) Філіп Полашек  | 7–6(7–2), 3–6, [10–5]  |
| Поразка   | 8–7   | Жов 2021 | Відкритий чемпіонат Відня, Австрія                | Серія 500    | Тверде (i)  | Ражів Рам     | Хуан Себастьян Кабаль Роберт Фара   | 4–6, 2–6               |
| Поразка   | 8–8   | Лис 2021 | Фінал ATP, Італія                                 | Фінали Туру  | Тверде (i)  | Ражів Рам     | П'єр-Юг Ербер Ніколя Маю            | 4–6, 6–7(0–7)          |
| Перемога  | 9–8   | Кві 2022 | Мастерс Монте-Карло, Монако                       | Мастерс 1000 | Ґрунт       | Ражів Рам     | Хуан Себастьян Кабаль Роберт Фара   | 6–4, 3–6, [10–7]       |
| Перемога  | 10–8  | Сер 2022 | Мастерс Цинциннаті, США                           | Мастерс 1000 | Тверде      | Ражів Рам     | Тім Пюц Майкл Вінус                 | 7–6(7–4), 7–6(7–5)     |
| Перемога  | 11–8  | Вер 2022 | Відкритий чемпіонат США, США (2)                  | Великий Шлем | Тверде      | Ражів Рам     | Веслі Колгоф Ніл Скупскі            | 7–6(7–4), 7–5          |
| Перемога  | 12–8  | Лис 2022 | Фінал ATP, Італія                                 | Фінали Туру  | Тверде (i)  | Ражів Рам     | Нікола Мектич Мате Павич            | 7–6(7–4), 6–4          |
| Перемога  | 13–8  | Тра 2023 | Lyon Open, Франція                                | Серія 250    | Ґрунт       | Ражів Рам     | Ніколя Маю Матве Мідделкоп          | 6–0, 6–3               |
| Поразка   | 13–9  | Сер 2023 | Відкритий чемпіонат Канади, Канада                | Мастерс 1000 | Тверде      | Ражів Рам     | Марсело Аревало Жан-Жульєн Роєр     | 3–6, 1–6               |
| Перемога  | 14–9  | Вер 2023 | US Open, США (3)                                  | Grand Slam   | Тверде      | Ражів Рам     | Роган Бопанна Меттью Ебден          | 2–6, 6–3, 6–4          |
| Перемога  | 15–9  | Жов 2023 | Vienna Open, Австрія (3)                          | 500 Series   | Тверде (i)  | Ражів Рам     | Натаніел Ламмонс Джексон Вітроу     | 6–4, 5–7, [12–10]      |
| Перемога  | 16–9  | Лис 2023 | ATP Фінали, Італія (2)                            | Tour Фінали  | Тверде (i)  | Ражів Рам     | Марсель Гранольєрс Орасіо Себальйос | 6–3, 6–4               |
| Перемога  | 17–9  | Січ 2024 | Adelaide International, Австралія                 | 250 Series   | Тверде      | Ражів Рам     | Роган Бопанна Меттью Ебден          | 7–5, 5–7, [11–9]       |
| Поразка   | 17–10 | Сер 2024 | Canadian Open, Канада                             | Masters 1000 | Тверде      | Ражів Рам     | Марсель Гранольєрс Орасіо Себальйос | 2–6, 6–7(4–7)          |
| Поразка   | 17–11 | Лют 2025 | Qatar ExxonMobil Open, Катар                      | 500 Series   | Тверде      | Ніл Скупскі   | Джуліан Кеш Ллойд Ґласспул          | 3–6, 2–6               |
| Поразка   | 17–12 | Кві 2025 | Barcelona Open Banc Sabadell                      | ATP 500      | Ґрунт       | Ніл Скупскі   | Сандер Арендс Люк Джонсон           | 6–3, 6–7(1–7), [10–6]  |
| Поразка   | 17–13 | Тра 2025 | Відкритий чемпіонат Франції з тенісу              | Grand Slam   | Ґрунт (red) | Ніл Скупскі   | Марсель Гранольєрс Орасіо Себальйос | 6–0, 6–7(5–7), 7–5     |
| Поразка   | 17–14 | Лип 2025 | Мастерс Канада, Канада                            | ATP 1000     | Тверде      | Ніл Скупскі   | Джуліан Кеш Ллойд Гласспул          | 6–3, 6–7(5–7), [13–11] |

## Фінали ATP Челленджер і ITF Ф'ючерс

### Одиночний розряд: 1 (1–0)
| Легенда              |
| -------------------- |
| ATP Челленджер (0–0) |
| ITF Ф'ючерс (1–0)    |

| Результат | В-П | Дата     | Турнір              | Рівень  | Покриття   | Суперник     | Рахунок            |
| --------- | --- | -------- | ------------------- | ------- | ---------- | ------------ | ------------------ |
| Перемога  | 1–0 | Жов 2015 | Швеція F5, Дандерюд | Ф'ючерс | Тверде (i) | Мікаель Імер | 7–6(7–3), 3–6, 6–3 |

### Парний розряд: 36 (18–17)
| Легенда              |
| -------------------- |
| ATP Челленджер (9–9) |
| ITF Ф'ючерс (9–8)    |

| Фінали за покриттям |
| ------------------- |
| Тверде (17–14)      |
| Ґрунт (0–1)         |
| Трава (1–2)         |

| Результат | В-П   | Дата     | Турнір                           | Рівень     | Покриття   | Партнер             | Суперники                                   | Рахунок               |
| --------- | ----- | -------- | -------------------------------- | ---------- | ---------- | ------------------- | ------------------------------------------- | --------------------- |
| Поразка   | 0–1   | Лип 2013 | Велика Британія F13, Ілклі       | Ф'ючерс    | Трава      | Джордж Коупленд     | Маркус Даніелл Річард Ґабб                  | 3–6, 6–4, [8–10]      |
| Поразка   | 0–2   | Вер 2014 | Велика Британія F15, Лондон      | Ф'ючерс    | Тверде     | Девід О'Гейр        | Фредерік Нільсен Джошуа Ворд-Гібберт        | 7–6(7–5), 4–6, [8–10] |
| Перемога  | 1–2   | Жов 2014 | Швеція F6, Єнчепінг              | Ф'ючерс    | Тверде (i) | Девід О'Гейр        | Ісак Арвідссон Маркус Ерікссон              | 7–6(8–6), 7–6(7–3)    |
| Поразка   | 1–3   | Жов 2014 | Франція F23, Cap d'Agde          | Ф'ючерс    | Тверде (i) | Девід О'Гейр        | Сандер Гройн Олександр Сидоренко            | 4–6, 7–5, [8–10]      |
| Поразка   | 1–4   | Лис 2014 | Велика Британія F18, Лафборо     | Ф'ючерс    | Тверде (i) | Девід О'Гейр        | Скотт Клейтон Тобі Мартін                   | 4–6, 4–6              |
| Перемога  | 2–4   | Лис 2014 | Велика Британія F19, Бат         | Ф'ючерс    | Тверде (i) | Девід О'Гейр        | Річард Ґабб Джонні О'Мара                   | 6–1, 6–2              |
| Поразка   | 2–5   | Гру 2014 | Того F1, Ломе                    | Ф'ючерс    | Тверде     | Девід О'Гейр        | Максім Отом Хуан Себастьян Гомес            | 3–6, 3–6              |
| Перемога  | 3–5   | Гру 2014 | Того F1, Ломе                    | Ф'ючерс    | Тверде     | Девід О'Гейр        | Комлаві Логло Жосслен Уанна                 | 7–6(7–5), 6–4         |
| Поразка   | 3–6   | Кві 2015 | Греція F4, Іракліон              | Ф'ючерс    | Тверде     | Джошуа Ворд-Гібберт | Александрос Якуповіч Марк Каловелоніс       | 1–6, 2–6              |
| Перемога  | 4–6   | Тра 2015 | Єгипет F18, Шарм-еш-Шейх         | Ф'ючерс    | Тверде     | Раян Ейґар          | Хав'єр Пульгар-Гарсія Pablo Vivero González | 6–2, 6–1              |
| Перемога  | 5–6   | Вер 2015 | Велика Британія F8, Рогемптон    | Ф'ючерс    | Тверде     | Девід О'Гейр        | Ніл Поффлі Девід Райс                       | 6–2, 4–6, [10–5]      |
| Перемога  | 6–6   | Вер 2015 | Швеція F4, Фалун                 | Ф'ючерс    | Тверде (i) | Девід О'Гейр        | Джеймс Марсалек Маркус Вілліс               | 6–3, 7–5              |
| Перемога  | 7–6   | Жов 2015 | Швеція F5, Дандерюд              | Ф'ючерс    | Тверде (i) | Девід О'Гейр        | Сем Беррі Девід Райс                        | 7–5, 6–7(5–7), [10–5] |
| Перемога  | 8–6   | Лис 2015 | Шампейн, США                     | Челленджер | Тверде (i) | Девід О'Гейр        | Остін Крайчек Ніколас Монро                 | 6–1, 6–4              |
| Перемога  | 9–6   | Січ 2016 | США F2, Лонг-Біч                 | Ф'ючерс    | Тверде     | Девід О'Гейр        | Еван Кінґ Реймонд Сармієнто                 | 6–3, 7–6(7–4)         |
| Поразка   | 9–7   | Вер 2016 | Сен-Ремі-де-Прованс, Франція     | Челленджер | Тверде     | Девід О'Гейр        | Кен Скупскі Ніл Скупскі                     | 7–6(7–5), 4–6, [5–10] |
| Перемога  | 10–7  | Лис 2016 | Колумбус, США                    | Челленджер | Тверде (i) | Девід О'Гейр        | Люк Бембрідж Кемерон Норрі                  | 6–3, 6–4              |
| Поразка   | 10–8  | Січ 2016 | США F1, Лос-Анджелес             | Ф'ючерс    | Тверде     | Люк Бембрідж        | Яннік Ганфманн Роберто Кірос                | 6–3, 4–6, [8–10]      |
| Поразка   | 10–9  | Січ 2016 | США F1, Лонг-Біч                 | Ф'ючерс    | Тверде     | Люк Бембрідж        | Аустін Крайчек Джексон Вітроу               | 3–6, 6–3, [8–10]      |
| Перемога  | 11–9  | Лют 2017 | Даллас, США                      | Челленджер | Тверде (i) | Девід О'Гейр        | Джіван Недунчежіян Крістофер Рунґкат        | 6–7(6–8), 6–3, [11–9] |
| Поразка   | 11–10 | Кві 2017 | Сен-Бріє, Франція                | Челленджер | Тверде (i) | Девід О'Гейр        | Андре Бегеманн Фредерік Нільсен             | 3–6, 4–6              |
| Поразка   | 11–11 | Чер 2017 | Їлклі, Велика Британія           | Челленджер | Трава      | Брайден Клейн       | Леандер Паес Аділ Шамасдін                  | 2–6, 6–2, [8–10]      |
| Перемога  | 12–11 | Лип 2017 | Гранбі, Канада                   | Челленджер | Тверде     | Джексон Вітроу      | Марсель Фельдер Ґо Соеда                    | 4–6, 6–3, [10–6]      |
| Перемога  | 13–11 | Жов 2017 | Стоктон, США                     | Челленджер | Тверде     | Брайден Клейн       | Деніс Кудла Мікеліс Лібієтіс                | 6–2, 6–4              |
| Перемога  | 14–11 | Жов 2017 | Лас-Вегас, США                   | Челленджер | Тверде     | Брайден Клейн       | Ганс Гах Вердуґо Денис Новіков              | 6–3, 4–6, [10–3]      |
| Поразка   | 14–12 | Лис 2017 | Шампейн, США                     | Челленджер | Тверде (i) | Руан Рулофсе        | Леандер Паес Пурав Раджа                    | 3–6, 7–6(7–5), [5–10] |
| Перемога  | 15–12 | Січ 2018 | Бангкок, Таїланд                 | Челленджер | Тверде     | Джеймс Серретані    | Енріке Лопес-Перес Педро Мартінес           | 6–7(5–7), 6–3, [10–8] |
| Поразка   | 15–13 | Лют 2018 | Даллас, США                      | Челленджер | Тверде (i) | Леандер Паес        | Джіван Недунчежіян Крістофер Рунґкат        | 4–6, 6–3, [7–10]      |
| Поразка   | 15–14 | Лют 2018 | Сан-Франциско, США               | Челленджер | Тверде (i) | Люк Бембрідж        | Марсело Аревало Роберто Майтін              | 3–6, 7–6(5–7), [7–10] |
| Перемога  | 16–14 | Бер 2018 | Канада F2, Шербрук               | Ф'ючерс    | Тверде (i) | Люк Бембрідж        | Адрієн Боссель Йоріс Де Лор                 | 6–3, 7–5              |
| Поразка   | 16–15 | Бер 2018 | Saint-Brieuc, Франція            | Челленджер | Тверде (i) | Люк Бембрідж        | Сандер Арендс Трістан-Замуель Вайсборн      | 6–4, 1–6, [7–10]      |
| Поразка   | 16–16 | Кві 2018 | Туніс (місто), Туніс             | Челленджер | Ґрунт      | Жонатан Ейссерік    | Денис Молчанов Ігор Зеленай                 | 6–7(4–7), 2–6         |
| Перемога  | 17–16 | Тра 2018 | Лафборо, Велика Британія         | Челленджер | Тверде (i) | Фредерік Нільсен    | Люк Бембрідж Джонні О'Мара                  | 3–6, 6–3, [10–4]      |
| Перемога  | 18–16 | Чер 2018 | Nottingham Open, Велика Британія | Челленджер | Трава      | Фредерік Нільсен    | Аустін Крайчек Джіван Недунчежіян           | 7–6(7–5), 6–1         |
| Поразка   | 18–17 | Сер 2018 | Аптос, США                       | Челленджер | Тверде     | Джонні О'Мара       | Танасі Коккінакіс Метт Рейд                 | 2–6, 6–4, [8–10]      |

## Досягнення в парному розряді
| W | Ф | ПФ | ЧФ | #Р | КТ | К# | DNQ | A | NH |

### Чоловіки, парний розряд
Актуально станом на завершення Вімблдонського турніру 2023.
| Турнір                                 | 2014              | 2015              | 2016              | 2017              | 2018              | 2019          | 2020          | 2021          | 2022          | 2023          | ТУ      | В-П     |
| -------------------------------------- | ----------------- | ----------------- | ----------------- | ----------------- | ----------------- | ------------- | ------------- | ------------- | ------------- | ------------- | ------- | ------- |
| Турніри Великого шлему                 |                   |                   |                   |                   |                   |               |               |               |               |               |         |         |
| Відкритий чемпіонат Австралії з тенісу |                   |                   |                   |                   |                   | 3р            | П             | Ф             | ПФ            | 3р            | 1 / 5   | 19–4    |
| Відкритий чемпіонат Франції з тенісу   |                   |                   |                   |                   |                   | ЧФ            | ЧФ            | 2р            | ЧФ            | 3р            | 0 / 5   | 12–5    |
| Вімблдонський турнір                   |                   |                   | К2р               | 1р                | ПФ                | 3р            | NH            | ПФ            | ПФ            | 1р            | 0 / 6   | 14–6    |
| Відкритий чемпіонат США з тенісу       |                   |                   |                   |                   | 1р                | 3р            | ПФ            | П             | П             |               | 2 / 5   | 17–3    |
| В-П                                    | 0–0               | 0–0               | 0–0               | 0–1               | 4–2               | 9–4           | 12–2          | 16–3          | 17–3          | 4–3           | 3 / 21  | 62–18   |
| Фінал ATP                              |                   |                   |                   |                   |                   |               |               |               |               |               |         |         |
| Фінал ATP                              | Не кваліфікувався | Не кваліфікувався | Не кваліфікувався | Не кваліфікувався | Не кваліфікувався | RR            | ПФ            | Ф             | П             |               | 1 / 4   | 12–5    |
| Тур ATP Мастерс 1000                   |                   |                   |                   |                   |                   |               |               |               |               |               |         |         |
| Indian Wells Open                      |                   |                   |                   |                   |                   | 1р            | NH            | 2р            | ПФ            | 1р            | 0 / 4   | 4–4     |
| Відкритий чемпіонат Маямі з тенісу     |                   |                   |                   |                   |                   | 2р            | NH            | ПФ            | ЧФ            | 2р            | 0 / 4   | 7–4     |
| Мастерс Монте-Карло                    |                   |                   |                   |                   |                   | 1р            | NH            | 2р            | П             | 2р            | 1 / 4   | 5–3     |
| Мастерс Мадрид                         |                   |                   |                   |                   |                   | 1р            | NH            | 1р            | 2р            | 1р            | 0 / 4   | 0–4     |
| Мастерс Рим                            |                   |                   |                   |                   |                   | 1р            | 1р            | Ф             | 1р            | ЧФ            | 0 / 5   | 6–5     |
| Мастерс Канада                         |                   |                   |                   |                   |                   | ПФ            | NH            | П             | 2р            |               | 1 / 3   | 7–2     |
| Мастерс Цинциннаті                     |                   |                   |                   |                   |                   | 1р            | ПФ            | ЧФ            | П             |               | 1 / 4   | 7–3     |
| Мастерс Шанхай                         |                   |                   |                   |                   |                   | ЧФ            | Не проводився | Не проводився | Не проводився |               | 0 / 1   | 2–1     |
| Мастерс Париж                          |                   |                   |                   |                   |                   | ЧФ            |               | 2р            | ЧФ            |               | 0 / 3   | 3–3     |
| В-П                                    | 0–0               | 0–0               | 0–0               | 0–0               | 0–0               | 8–9           | 2–2           | 14–7          | 14–6          | 3–5           | 3 / 32  | 41–29   |
| Виступи за країну                      |                   |                   |                   |                   |                   |               |               |               |               |               |         |         |
| Теніс на Олімпійських іграх            | Не проводився     | Не проводився     |                   | Не проводився     | Не проводився     | Не проводився | Не проводився | ЧФ            | Не проводився | Не проводився | 0 / 1   | 2–1     |
| Кубок ATP                              | Не проводився     | Не проводився     | Не проводився     | Не проводився     | Не проводився     | Не проводився | ЧФ            | DNQ           | RR            | NH            | 0 / 2   | 2–3     |
| Загальна статистика                    |                   |                   |                   |                   |                   |               |               |               |               |               |         |         |
| Титули                                 | 0                 | 0                 | 0                 | 0                 | 2                 | 2             | 1             | 3             | 4             | 1             | 13      | 13      |
| Фінали                                 | 0                 | 0                 | 0                 | 0                 | 2                 | 5             | 1             | 8             | 4             | 1             | 21      | 21      |
| Разом виграшів–поразок                 | 0–1               | 0–0               | 0–1               | 0–3               | 19–10             | 41–26         | 22–11         | 51–20         | 38–17         | 17–13         | 188–102 | 188–102 |
| Рейтинг на кінець року                 | 386               | 239               | 318               | 107               | 30                | 22            | 12            | 3             | 4             |               | 65.14%  | 65.14%  |

### Мікст
| Турнір                                 | 2017 | 2018 | 2019 | 2020 | 2021 | 2022 | 2023 | ТУ     | В-П   |
| -------------------------------------- | ---- | ---- | ---- | ---- | ---- | ---- | ---- | ------ | ----- |
| Відкритий чемпіонат Австралії з тенісу |      |      |      | 1р   | ПФ   | 1р   |      | 0 / 3  | 3–3   |
| Відкритий чемпіонат Франції з тенісу   |      |      |      | NH   | П    |      | 1р   | 1 / 2  | 3–1   |
| Вімблдонський турнір                   | 1р   | 1р   | 1р   | NH   | Ф    |      | 2р   | 0 / 5  | 6–5   |
| Відкритий чемпіонат США з тенісу       |      |      | 2р   | NH   | П    |      |      | 1 / 2  | 6–1   |
| В-П                                    | 0–1  | 0–1  | 1–2  | 0–1  | 16–2 | 0–1  | 1–2  | 2 / 12 | 18–10 |